# Ossuário de Sedlec

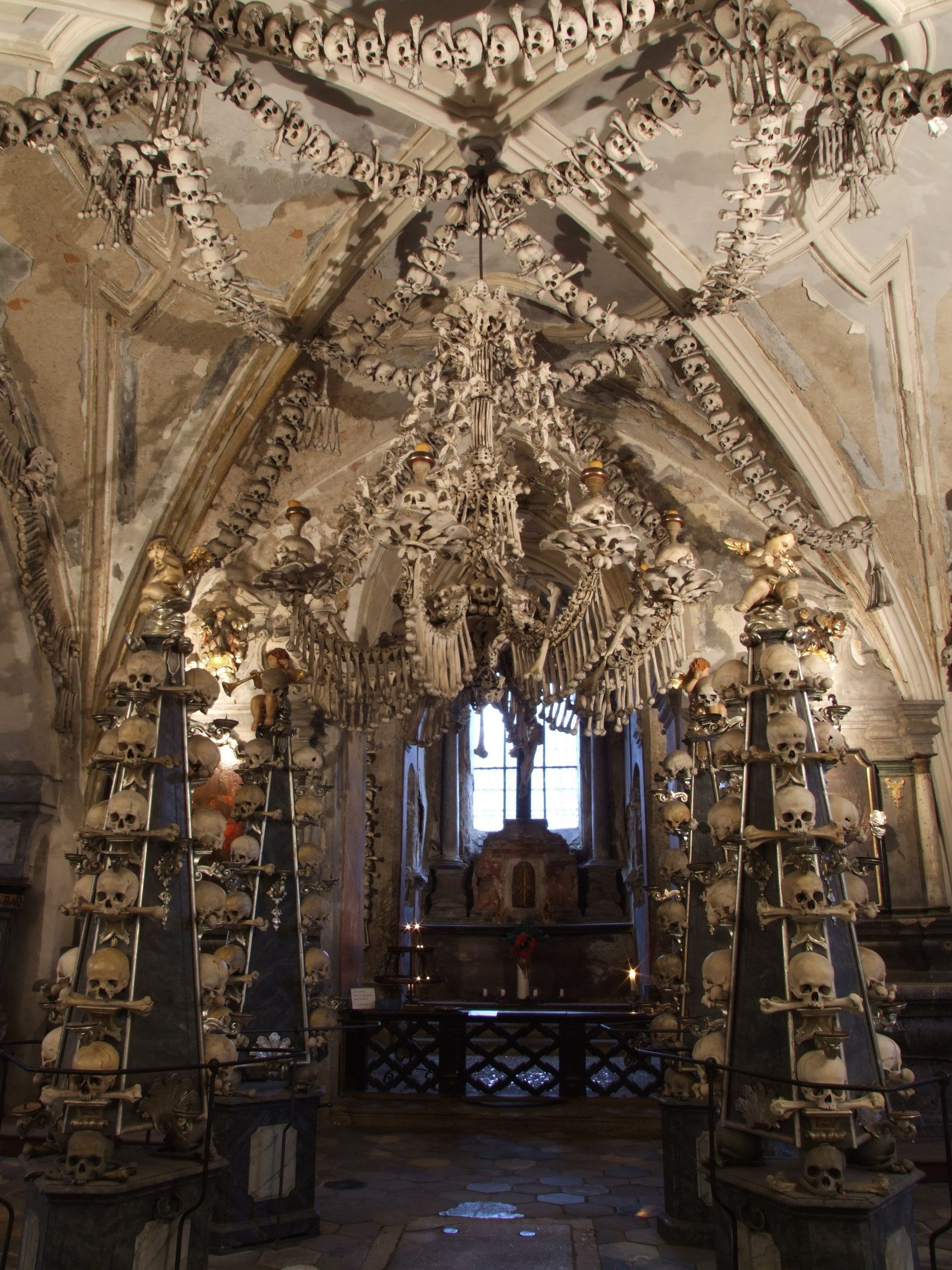
O interior da capela

O Ossuário de Sedlec (checo: kostnice Sedlec) é uma pequena capela católica localizada abaixo da Igreja e Cemitério de Todos os Santos (checo: Hřbitovní kostel Všech Svatých) em Sedlec, um subúrbio de Kutná Hora, República Checa. Estima-se que o ossuário contenha entre 40,000 e 70,000 esqueletos, a maioria dos quais arranjados de forma a decorar e mobiliar a capela. O local está entre as atrações turísticas mais populares da República Checa, atraindo em torno de 200,000 visitantes por ano.

## História

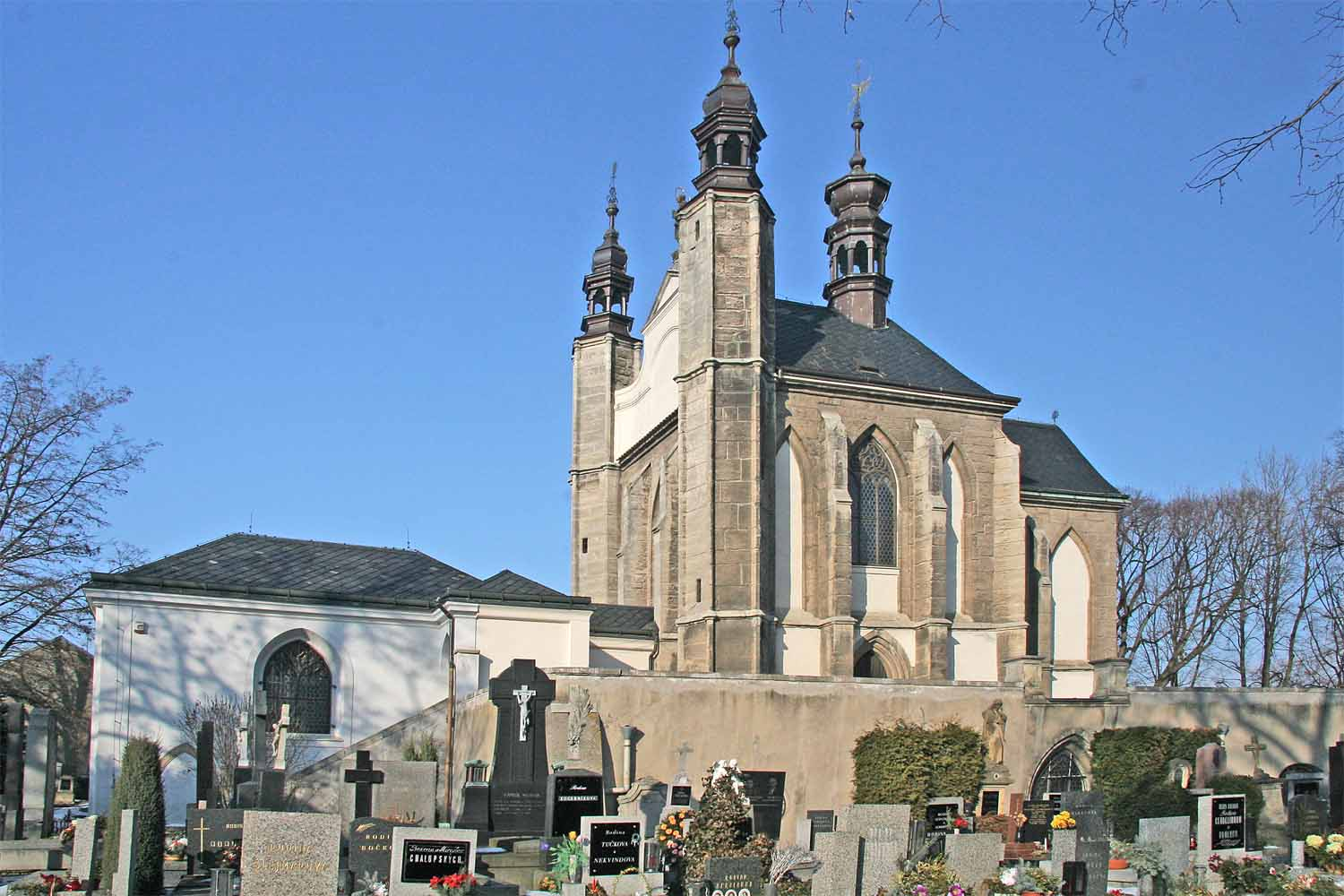
Exterior da capela

Henrique, abade do mosteiro cisterciense de Sedlec, foi mandado à Palestina pelo rei Otacar II da Boêmia em 1278. Ao retornar, trouxe consigo uma pequena quantidade de terra do Gólgota, que ele esparramou sobre o cemitério da abadia. A história do ato devoto logo se espalhou, e o cemitério de Sedlec tornou-se um local de enterro desejado por muitos na Europa Central. Durante a peste negra em meados do século XIV, e após as Guerras Hussitas no começo do século XV, milhares de pessoas foram sepultadas ali, forçando uma grande expansão da área do cemitério.
Por volta de 1400, uma igreja gótica foi construída no centro do cemitério, com um nível superior abobadado e uma capela subterrânea que deveria ser utilizada como ossuário para as covas coletivas desencavadas durante a construção, ou que foram simplesmente esvaziadas para dar lugar a novas sepulturas. Reza a lenda que, após 1511, a tarefa de exumar os esqueletos e empilhar seus ossos na capela foi dada a um monge cego.
Entre 1703 e 1710, uma nova entrada foi construída para sustentar o muro frontal que estava se inclinando, e a capela superior foi reconstruída. Esta obra, em estilo barroco checo, foi projetada por Jan Santini Aichel.
Em 1870, o xilógrafo František Rint foi contratado pela família Schwarzenberg para organizar os ossos. O resultado macabro fala por si. Quatro enormes montes em forma de sino ocupam os cantos da capela. Um gigantesco candelabro, que contém todos os ossos do corpo humano, ergue-se no centro da nave, com guirlandas de crânios guarnecendo a abóboda. Entre outras obras feitas de ossos estão as colunas flanqueando o altar, um brasão dos Schwarzenberg e a assinatura de Rint em uma parede próxima à entrada.

## Imagens

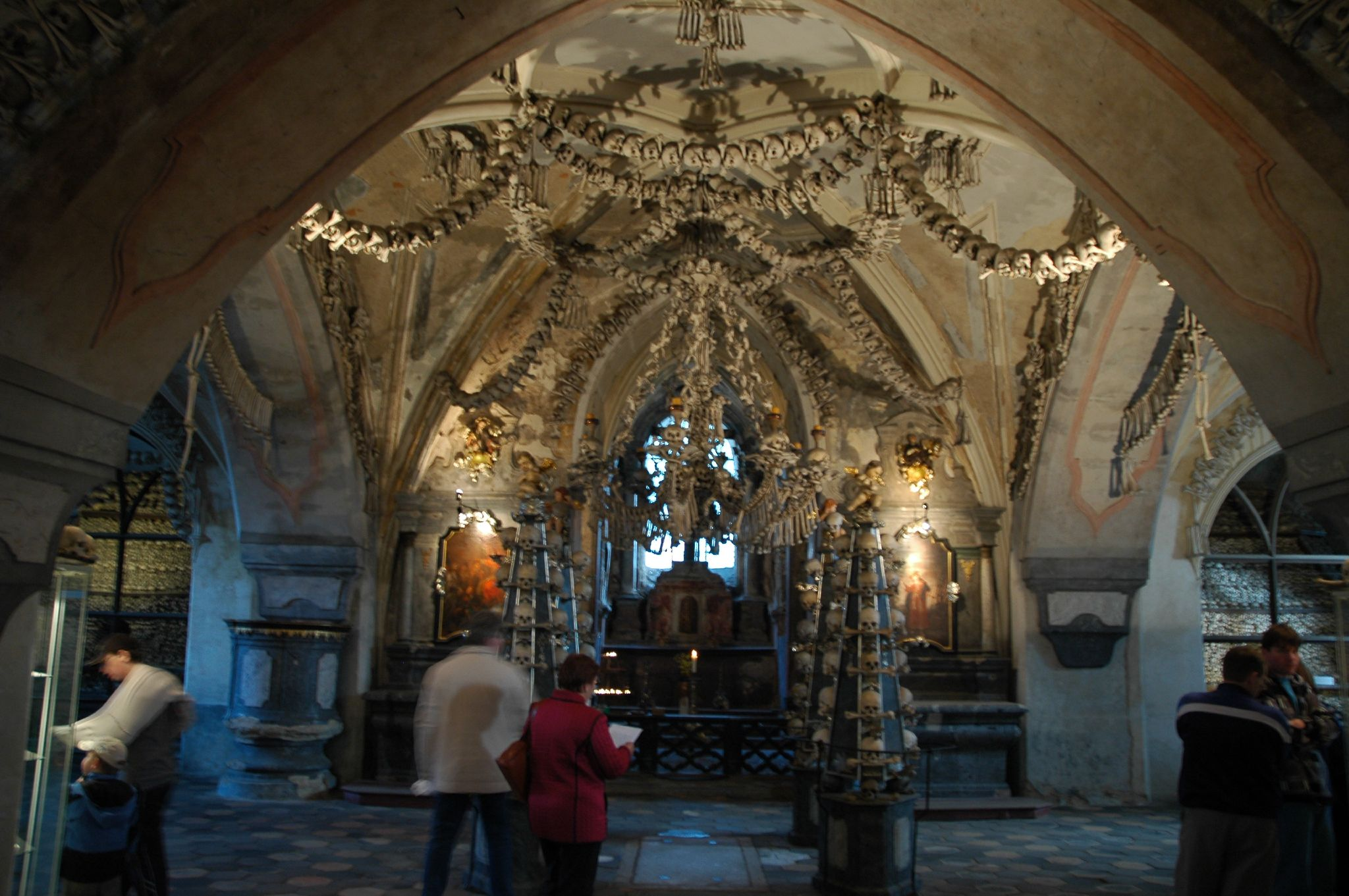
Ossuário
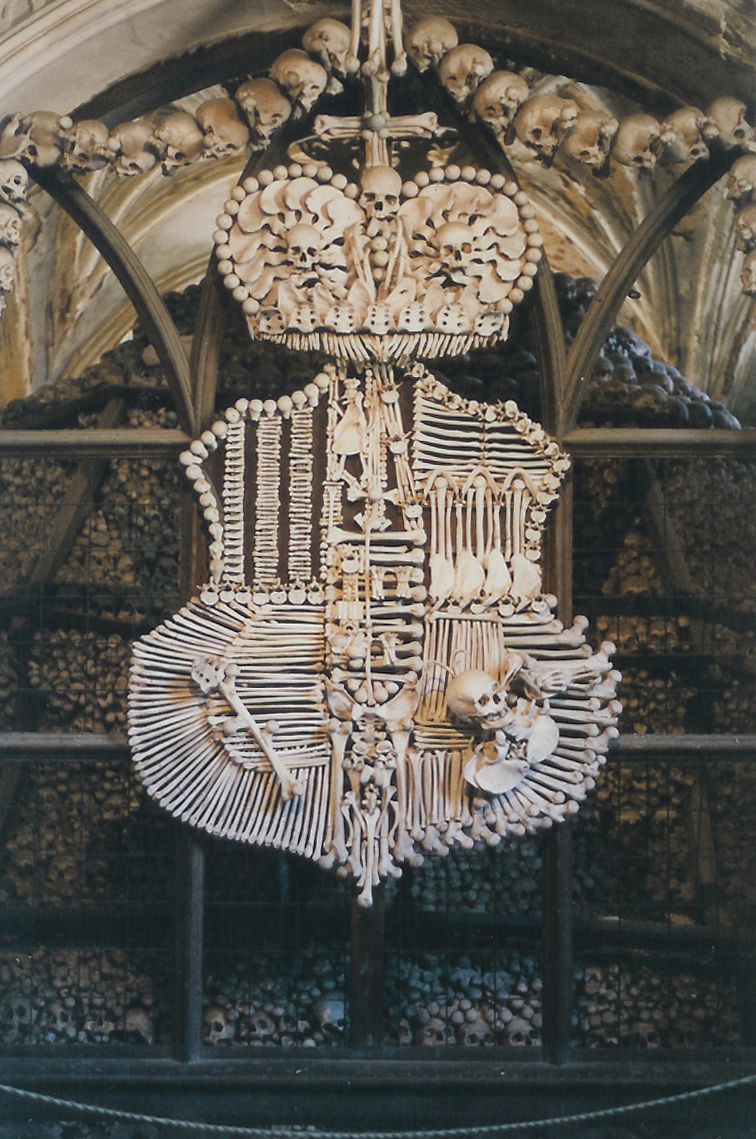
Brasão da família Schwarzenberg feito de ossos e crânios
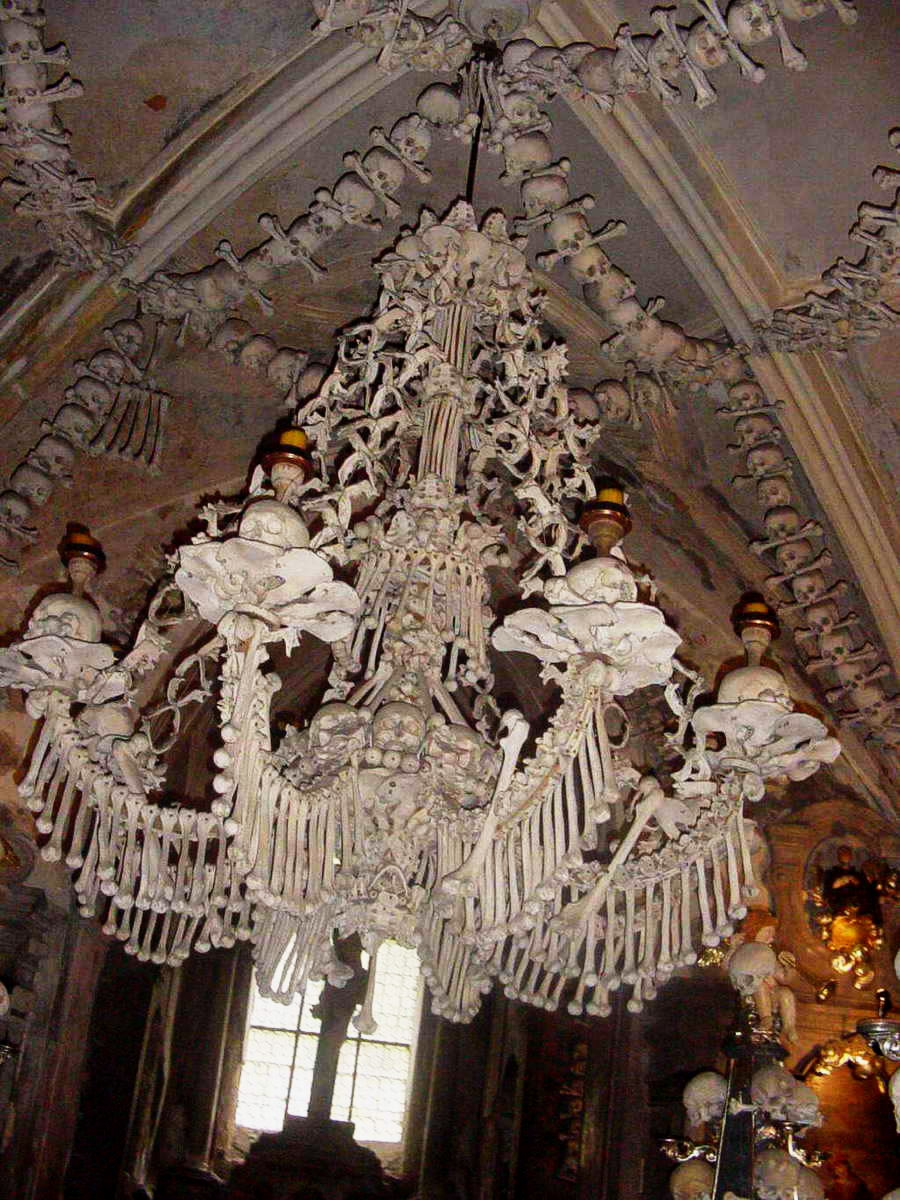
Candelabro feito de ossos e crânios
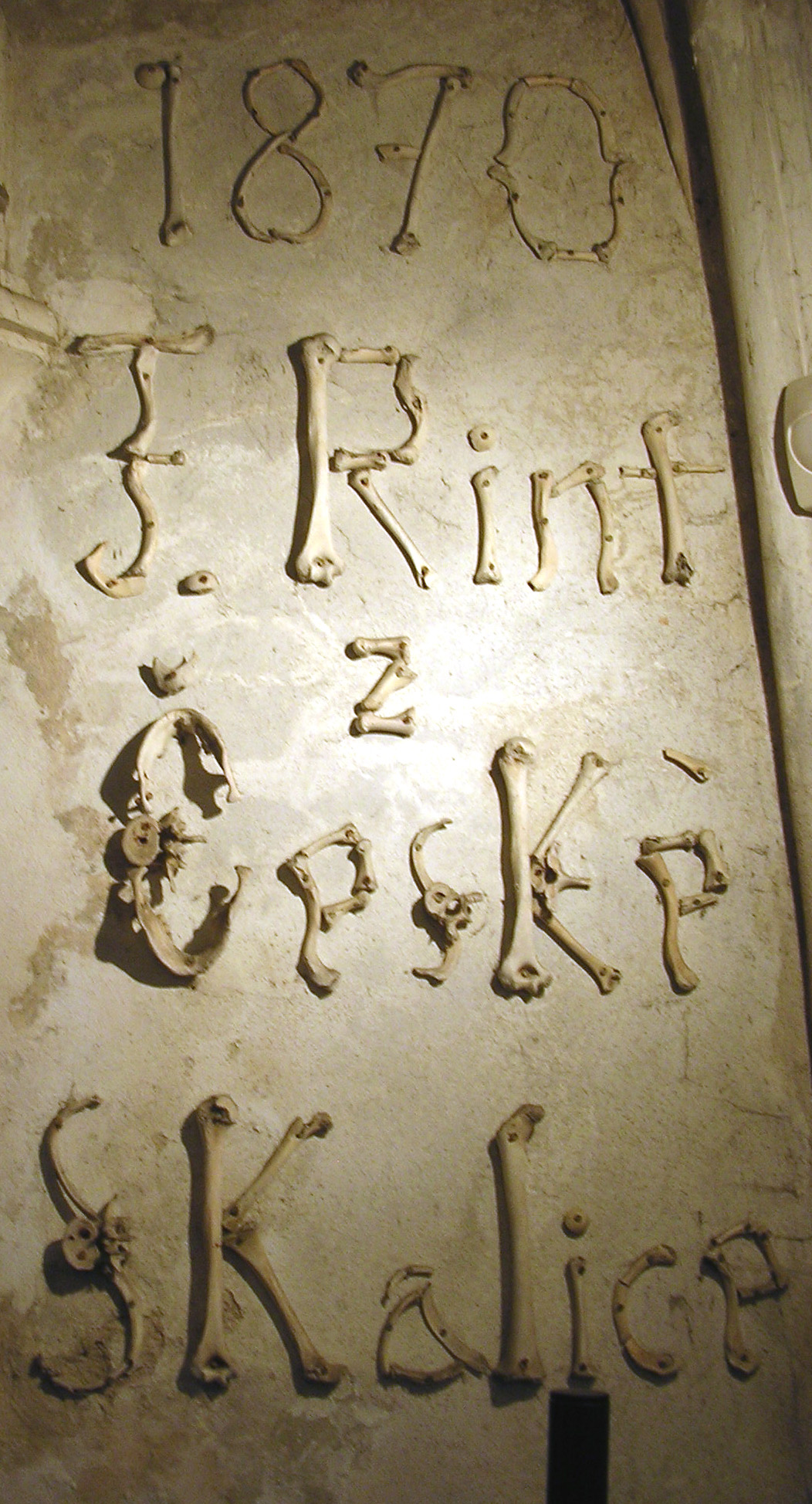
Assinatura de František Rint